# Double Dribble
Double Dribble (ダブルドリブル?) è un videogioco arcade del 1986 sviluppato da Konami. Il gioco ha ricevuto diverse conversioni, inclusa una per Nintendo Entertainment System pubblicata in Giappone con il titolo Exciting Basket (エキサイティング バスケット?) e una per Game Boy nota in Europa come Hyper Dunk (コナミックバスケット?, Konamic Basket). Il videogioco sportivo è stato inoltre distribuito per Wii tramite Virtual Console.